# Neopistria
Neopistria là một chi bướm đêm thuộc họ Noctuidae.